# Rimosodaphnella deroyae
Rimosodaphnella deroyae é uma espécie de gastrópode do gênero Rimosodaphnella, pertencente a família Raphitomidae.